# 앨리스 샤프
앨리스 해먼드 샤프(영어: Alice Hammond Sharp, 1871년 4월 11일 ~ 1972년 9월 8일)는 대한제국 시대부터 일제강점기까지 충청남도 지역에서 활동하던 미국의 감리교 선교사로 한국이름은 사애리시(史愛理施)이다. 유관순 전기에서 종종 미국 이름인 앨리스 샤프가 아닌, 한국 이름인 사부인(史婦人)으로 소개되는 것은 이 때문이다. 유관순과는 공주영명학교에서 이화학당 3학년으로 편입을 주선한 인연이 있다.
사애리시 선교사는 1871년 4월 11일 캐나다에서 출생하였으며, 미국 오하이오 주에서 교역자로 일하다가 1903년 31살에 감리교 선교사로 왔다. 1900~1940년 기간 동안 38년의 인생 황금기를 식민지 치하의 조선에서 선교사로 활동하였다. 1940년에 일제에 의해 강제 추방된 후 미국 캘리포니아주 파사데나의 은퇴선교사요양원에서 지내다가 1972년 9월 8일에 101세로 영면, 파사데나의 납골묘원에 안치되었다.

## 한국에서의 활동
그녀의 남편 로버트 아서 샤프 선교사(Robert Arthur Sharp, 1872-1906)는 서울에서 황성기독청년회(YMCA)에서 호머 헐버트, 호러스 그랜트 언더우드, 올리버 R. 에이비슨, 제임스 스카스 게일 등과 함께 초대 이사로 기독교 청년운동을 활발히 펼치면서 정동제일교회와 배재학당에서 교육을 담당하다가 1904년에 공주선교부 책임자로 임명되고 이듬해 앨리스 샤프(한국명: 사애리시)와 결혼하여 공주에 최초의 서양식 벽돌 양옥집을 짓고 이주하였다.
앨리스 해먼드 샤프 선교사는 1905년 충청남도 공주시에서의 감리교회 선교를 위해 남편인 로버트 샤프 목사와 함께 한국에 온 사람이다. 공주시 영명학교 (현재 공주영명고등학교)를 설립하였으며, 남편 샤프 선교사가 한국에 온 지 3년 만에 심방을 마치고 돌아오는 길에 장티프스로 1906년 별세하자, 천안과 논산을 거점으로 교회, 영아육아원, 학교를 세워서 감리교회 선교활동과 교육사업을 하였다. 남편과 사이에서 자녀를 얻지 못한 그는 어렵게 지내는 가정의 소녀들의 교육을 후원했는데, 이들 중에 유관순과 박인덕, 임영신, 노마리아, 전밀라 등이 있다. 샤프 부인은 논산읍내에 1909년 영화여학교와 진광남학교를 설립하였는데, 진광남학교는 1913년에 폐교되었다. 1928년에도 예배당을 세워 강경, 연산, 은진, 노성 지방을 순회하면서 사회복지활동, 유치원 설립 등의 업적을 남겼다. 태평양전쟁이 일어난 후, 정년이 되어 일제는 그를 1939년 강제 추방했고, 사애리시 선교사는 미국에 돌아갔다.